# Adolf Černý

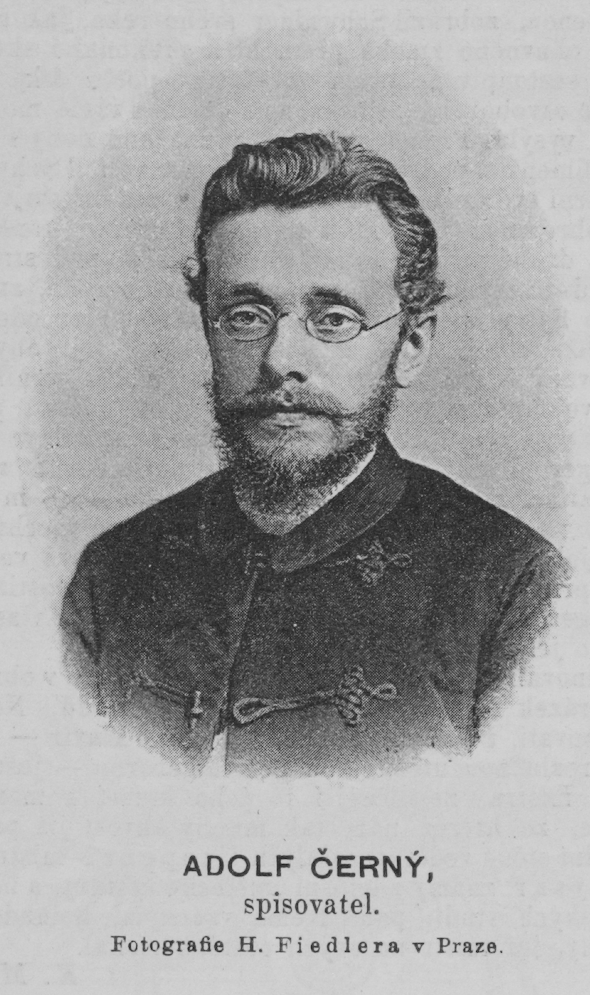
Adolf Černý (1892)

Adolf Černý (* 19. August 1864 in Königgrätz; † 27. Dezember 1952 in Prag) war tschechischer Slawist mit dem Forschungsschwerpunkt Sorabistik, ein tschechischer Dichter, Ethnologe, Übersetzer, Publizist und Diplomat.

## Karriere
Nach Abschluss des Realgymnasiums besuchte Černý bis 1883 eine Lehrerbildungsanstalt und arbeitete als Lehrer in Königgrätz, dann in Prag. 
Schon früh setzte er sich für die slawische Wechselseitigkeit und die kulturelle Zusammenarbeit der slawischen Kulturen ein. Von 1898 bis 1904 verwaltete er das Tschecho-slawische Ethnologische Museum (Národopisné museum českoslovanské) in Prag. 1898 gründete er die Zeitschrift Slovanský přehled (Slawische Rundschau), die er 1898–1914 und 1925–1932 auch selbst redigierte. 
1901 bis 1922 war er Lektor für Sorabistik und Polonistik an der Karls-Universität Prag.
Seit 1919 war er Mitarbeiter des tschechoslowakischen Außenministeriums in Prag. 1922/1923 war er Legationsrat an der Botschaft in Warschau, dann kurzzeitig am Konsulat in Split und anschließend bis zu seinem Ruhestand 1927 an der Botschaft in Rom. 
Černý war Mitglied des Slawischen Instituts (Slovanský ústav) in Prag und seit 1916 außerordentliches, seit 1923 ordentliches Mitglied der Tschechischen Akademie der Wissenschaften und Künste. 
Die Jagiellonen-Universität in Krakau verlieh ihm 1947 die Ehrendoktorwürde.
Černý publizierte zur sorbischen Sprache, Kultur sowie zur politischen und gesellschaftlichen Situation. Er gilt als einer der Erwecker des modernen Sorbentums. Er forschte auch zu anderen slawischen Minderheiten in Mittel- und Ostmitteleuropa. Zudem schrieb er unter dem Pseudonym Jan Rokyta Gedichte.

## Sorbenfrage 1918/1919
1907 beteiligte sich Černý als Protektor an der Gründung des in Anerkennung um sein Bemühen für die sorbischen Belange nach ihm benannten Łužisko-serbske towarstwo „Adolf Černý“ (Tschechisch-wendischer Verein „Adolf Černý“), der 1932 in Gesellschaft der Freunde der Lausitz umbenannt wurde. Dieser Verein setzt sich für den kulturellen und wissenschaftlichen Austausch zwischen dem sorbischen und tschechischen Volk ein. Insbesondere nach dem Ersten Weltkrieg gab es intensive Kontakte, um die Sorben in ihrem Streben nach kultureller Autonomie zu unterstützen.
Als Ministerialbeamter und Experte für Sorben war er Berater der tschechoslowakischen Delegation der Versailler Friedenskonferenz für die Sorbenfrage. Es war ein erklärtes Ziel der Delegation sich für Schutz und Rechte der slawischen Minderheit der Sorben in der Lausitz einzusetzen. Maximalforderung war eine autonome Lausitz, wie sie etwa auch der Wendischen Nationalausschuss 1919 und die aus ihm hervorgegangene Wendische Volkspartei noch in der Weimarer Republik forderte. Weit realistischer wurde versucht ein dem Minderheitenschutzvertrag zwischen den Alliierten und Assoziierten Hauptmächten und Polen vergleichbaren Minderheitenschutz für die Sorben zu erwirken. Dies konnte allerdings nicht erreicht werden, sondern nur ein allgemeiner Minderheitenschutz im Versailler Friedensvertrag verankert werden, der sich in Art. 113 der Weimarer Verfassung niederschlug.
Damit endete auch Černýs Ministerialtätigkeit in der Sorbenfrage. 1922 initiierte er zum Schutz der serbischen Kultur ein Memorandum der europäischen Slawisten an den Völkerbund.

## Werke
Černý veröffentlichte hauptsächlich auf Sorbisch und Tschechisch.
- Wobydlenje Łužiskich Serbow, Bautzen 1889
- Lužické obrázky, F. Šimáček Prag 1890
- Svatba(kwas) u Lužickych Srbů, Hórnik 1893
- mit Michał Hórnik: Mythiske bytosće Łužiskich Serbow, Bautzen 1888–1892
- Různé (wšelakore) listy o Lužici, 1894
- Lilie z Tvých zahrad, 1899
- Stawizny basnistwa hornjołužiskich Serbow, 1910
- Lužice a Lužičtí Srbové, J. Otto Prag 1911
- Lužická otázka (prašenje), Pilsen 1918
- Slovanstvo za světové války. Studie, úvahy a črty z doby válečného převratu, Pilsen 1919